# Station Rainhill
Rainhill is een spoorwegstation van National Rail in St. Helens in Engeland. Het station is eigendom van Network Rail en wordt beheerd door Northern Rail. Het stationsgebouw is een van de oudste stations in de wereld, gebouwd in 1830, en is Grade II listed.
Het station werd bekend vanwege de Rainhill Trials in oktober 1829, waar verschillende locomotieven deelnamen aan een wedstrijd. Het doel van de wedstrijd was het kiezen van een locomotieftype voor de Liverpool and Manchester Railway.

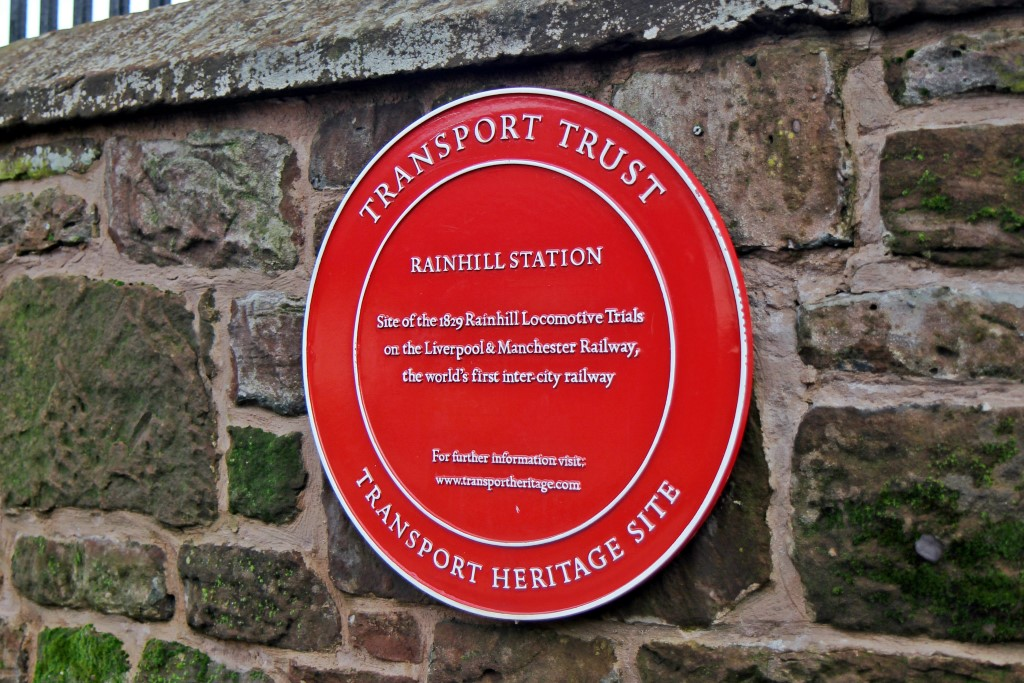
Plaquette m.b.t. de Rainhill Trials